# Valerij Meladze
Valerij Šotajevič Meladze (rusky Вале́рий Шота́евич Мела́дзе, gruzínsky ვალერიან შოთას ძე მელაძე; * 23. červen 1965, Batumi) je ruský zpěvák gruzínského původu, mladší bratr skladatele Konstantina Meladze.

## Život a působení
Narodil se 23. června v Batumi na jihozápadě Gruzie. Vystudoval základní školu s hudebním zaměřením. Vystudoval také Univerzitu stavby lodí admirála Makarova v ukrajinském městě Mykolajiv.
V roce 1989 spolu se svým starším bratrem přišel do hudební skupiny Dialog na pozvání Kima Breitburga. V roce 1994 se Valerij Meladze vydal na sólovou kariéru. Autorem mnoha jeho písní je jeho bratr Konstantin, který mu zároveň dělá producenta. V roce 1995 vydal své první album Sire, které slavilo velký úspěch. Druhé album, Poslední romantik, vydal roku 1996. Nazpíval také alba Samba bílého motýla (1998) a Všechno to tak bylo (1999). V roce 2002 vystoupil s koncertem v Kremelském paláci.
V roce 2003 nazpíval album Něha, tehdy už zpěvák úspěšně spolupracoval s ukrajinskou dívčí skupinou VIA Gra. Popularita zpěváka ještě více vzrostla v roce 2005, když na jeho sólový koncert bylo vyprodáno všech 12 000 lístků.
Třikrát za sebou, v letech 2004 až 2006 byl zvolen televizním kanálem „Muz – TV“ nejkrásnějším zpěvákem Ruska. V roce 2006 získal Meladze ocenění „Zasloužilý umělec Ruska“, které uděluje ruský prezident. V roce 2007 se stal se svým bratrem producentem talentové show Továrna hvězd na ruském Prvním kanále.

### Postoj k ruské invazi na Ukrajinu
Dne 24. února 2022, kdy Rusko zaútočilo na Ukrajinu, sdílel s půl milionem svých followerů na Instagramu video. V něm uvedl, že došlo k něčemu, co se nemělo nikdy stát. Požádal o zastavení vojenské akce s tím, že je potřeba vyjednávat. Vyslovení takového názoru může být pro umělce riskantní, protože může znamenat zákaz spolupráce se státem vlastněným zábavním průmyslem.